# Wolfgang Klafki

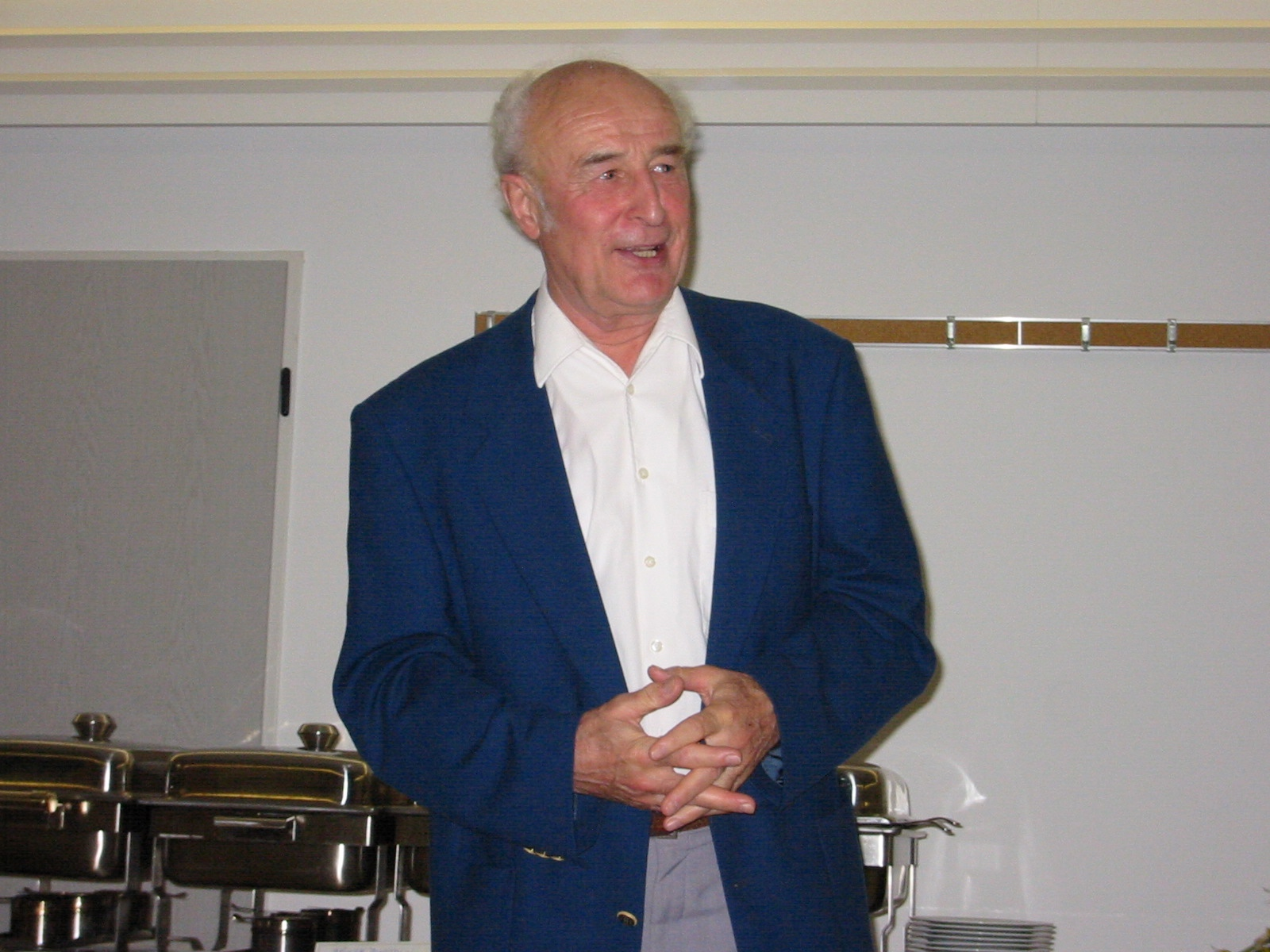
Wolfgang Klafki, 2002

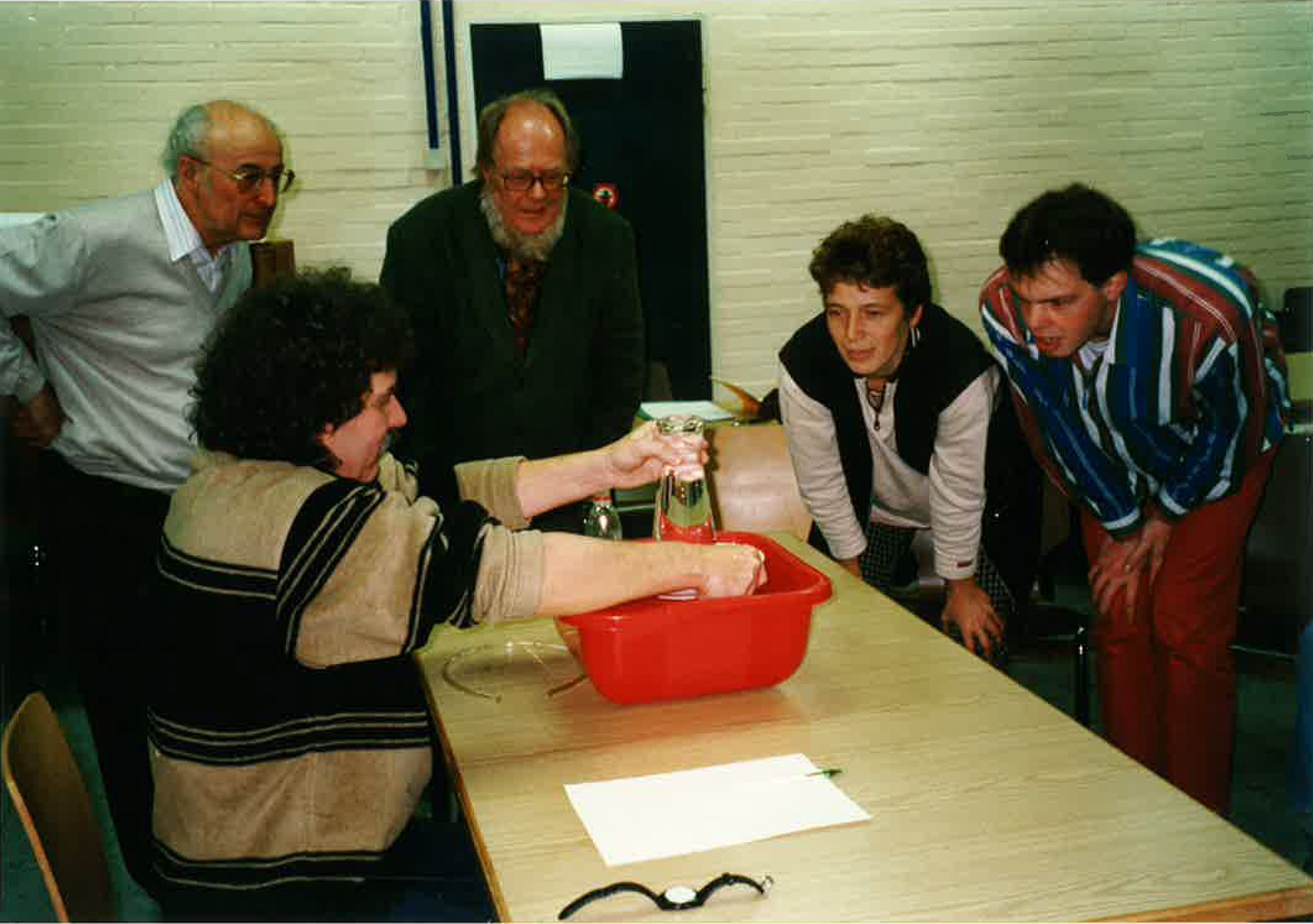
Klafki (links) zusammen mit Hans Christoph Berg
(Mitte) beim Lehrstück Pascals Barometer (1997)

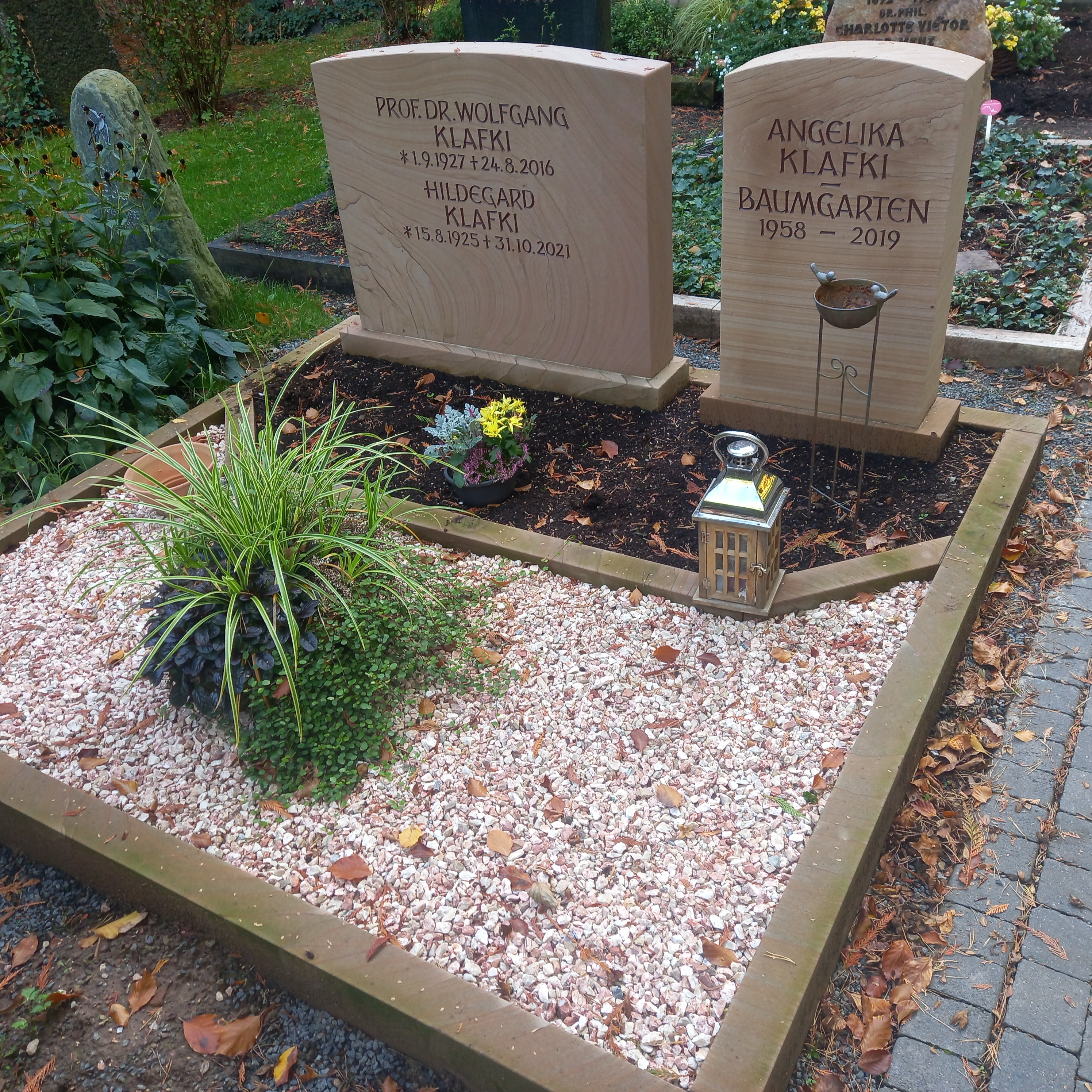
Das Grab von Wolfgang Klafki und seiner Ehefrau Hildegard im Familiengrab mit seiner ältesten Tochter Angelika auf dem Hauptfriedhof Marburg

Wolfgang Klafki (* 1. September 1927 in Angerburg, Ostpreußen; † 24. August 2016 in Marburg) war ein deutscher Erziehungswissenschaftler.

## Leben
Klafki war der mittlere Sohn des Angerburger Gymnasiallehrers Adolf Klafki und seiner Frau Charlotte. Seine Schulzeit war durch den Nationalsozialismus geprägt. Bereits als Kind zeigte er sich besonders bildungsinteressiert. Im Alter von 17 Jahren erhielt er den „Reifevermerk“ und wurde, gegen Ende des Zweiten Weltkriegs, zum Reichsarbeitsdienst einberufen. Als Kriegsinvalide begann er nach dem Krieg und kurzer Beschäftigung als Bauhilfsarbeiter zum Sommersemester 1946 eine Volksschullehrerausbildung an der Pädagogischen Hochschule in Hannover, die er nach vier Semestern mit dem 1. Lehrerexamen abschloss. Er arbeitete von 1948 bis 1952 als Volksschullehrer in Lindhorst und Lüdersfeld bei Hannover und legte während dieser Zeit das 2. Examen ab. Dort zeichnete er sich durch seinen demokratischen Unterrichtsstil und seinen engagierten Einsatz für die einzelnen Schüler und Schülerinnen aus. Er war seit dieser Zeit Mitglied einer jugendbewegten bündischen Gesangsgruppe.
Ab 1952 absolvierte er ein Aufbaustudium mit Schwerpunkt Pädagogik in Göttingen bei Erich Weniger und in Bonn bei Theodor Litt; im Fach Philosophie gehörten neben Litt auch Helmuth Plessner und Josef König zu seinen Lehrern, in Germanistik Wolfgang Kayser (alle in Göttingen). Zu seinen Kommilitonen unter Weniger in Göttingen gehörten insbesondere Herwig Blankertz, Theodor Schulze, Wolfgang Kramp und Klaus Mollenhauer; weitere Kommilitonen waren Ilse Dahmer, Hans-Dietrich Raapke, Wolfgang Schulenberg und Hans-Martin Stimpel.
Seine epochale Dissertation Das pädagogische Problem des Elementaren und die Theorie der kategorialen Bildung (unter Weniger) im Jahr 1957 brachte Klafki schnell Beachtung aus der Fachwelt. Im selben Jahr heiratete er Hildegard Ufer. Nachdem er bereits zum Sommersemester 1956 eine Assistentenstelle an der Pädagogischen Hochschule Hannover bei Gustav Heckmann angetreten hatte, wurde er dort 1960 zum „außerplanmäßigen Dozenten“ ernannt; 1961 wechselte er zum Pädagogischen Seminar der Universität Münster, wo er Assistent und Oberassistent Ernst Lichtensteins wurde und an einer Habilitationsschrift zum Thema „Dialektik und Pädagogik“ arbeitete.
1963 folgte er schließlich einem Ruf auf einen Lehrstuhl der Pädagogik an der Philipps-Universität in Marburg, wobei er einen zeitgleichen Ruf an die Universität Tübingen ausschlug; auch die spätere Möglichkeit, in analoger Position nach Göttingen zurückzukehren, schlug er aus. Nach seiner Emeritierung im Jahr 1992, zu der er das Bundesverdienstkreuz 1. Klasse erhielt, lehrte er dort noch über ein Jahrzehnt aktiv und wurde insbesondere kritisch-konstruktiver Begleiter der Lehrkunst seines Kollegen Hans Christoph Berg, dessen Dissertationen er bis 2007 zweitbetreute.
Wolfgang Klafki, der bis 2002 73 Dissertationen erstbetreute sowie 19 Habilitationen in Marburg und 10 als auswärtiger Gutachter begleitete, erhielt mehrere Ehrendoktorate, zuletzt 2004 (zusammen mit Hartmut von Hentig, dem die Würde jedoch 2021 wieder entzogen wurde) die Ehrendoktorwürde der Universität Kassel sowie der Universität Osnabrück. Die Deutsche Gesellschaft für Erziehungswissenschaft (DGfE), die ihn bereits 2002 mit dem Ernst-Christian-Trapp-Preis ausgezeichnet hatte, wählte ihn zum Ehrenvorsitzenden auf Lebenszeit.

## Leistungen
Starken Einfluss hatte Klafki vor allem auf die Bildungsreformdebatte zu Beginn der 1970er Jahre. Zu den Wissenschaftlern, die seine Theorien rezipierten, zählen u. a. der Didaktiker Martin Wagenschein und zahlreiche Doktoranden Klafkis, die in unterschiedlichen pädagogischen Arbeitsfeldern und Disziplinen der Erziehungswissenschaft wirken. Obgleich Klafki selbst nicht als Begründer einer Schule gelten wollte, schuf er durch die jährlichen Winterberger Treffen seiner ehemaligen Doktoranden einen Diskursrahmen für seine vielfältigen konzeptionellen Ansätze. Zum Kreis seiner mehr als 70 Doktorandinnen und Doktoranden zählen u. a. Karl Heinz Arnold (Universität Hildesheim), Karl-Heinz Braun (Hochschule Magdeburg-Stendal), Wilfried Breyvogel (Universität Essen), Georg Feuser (Universität Bremen), Gerhard Hecker (Sporthochschule Köln), Wilfried Hendricks (TU Berlin), Joachim Hofmann-Göttig (Koblenz), Barbara Koch-Priewe (Universität Bielefeld), Astrid Kaiser (Universität Oldenburg), Susanne Lin-Klitzing (Universität Marburg), Hildegard Müller-Kohlenberg (Universität Osnabrück), Hanno Schmitt (Universität Potsdam), Reimar Stielow (TU Braunschweig), Frauke Stübig (Universität Kassel), Heinz Stübig (Universität Marburg), Hartmut Wentzel (Universität Halle), Willi Wolf (Universität Marburg) und Christoph Wulf (FU Berlin).
Gemeinsam mit Wolfgang Kramp (1927–1983) hat Klafki die bildungstheoretische Didaktik maßgeblich geprägt, die auf den Ideen der geisteswissenschaftlichen Pädagogik basiert. Er stieß die Entwicklung erster Curriculumreformprojekte an, arbeitete an der Revision der Hessischen Rahmenrichtlinien mit und setzte sich für das neue Fach Arbeitslehre ein. Durch das von ihm geleitete Funkkolleg Erziehungswissenschaft (1969/70 sowie Übernahme durch die Schweiz 1972/73) fanden seine kritischen, diskursiv angelegten Positionen bundesweit Verbreitung. Klafki leitete ab 1972 das Marburger Grundschulprojekt, in dem innovative Grundschulkonzepte und komplexe Unterrichtsprojekte für den Sachunterricht entwickelt wurden. Auch bildungspolitisch nahm er seit 1970 durch die kritisch-konstruktive Begleitung der Gesamtschulentwicklung Einfluss. Er war Mitbegründer des Bundes demokratischer Wissenschaftlerinnen und Wissenschaftler (BdWi). Von Bundesländern wie Bremen und Nordrhein-Westfalen wurde er in Kommissionen zur Entwicklung von Bildungsplänen berufen (Denkschrift der Bildungskommission NRW Zukunft der Bildung – Schule der Zukunft, 1995). Seit 1990 war er Mitglied im Wissenschaftlichen Beirat der Laborschule Bielefeld.

## Beiträge zur Didaktik
Klafkis Beitrag zur Didaktik hat nach wie vor große Bedeutung. Seine Ansätze und Konzepte sind in zahlreiche Fachdidaktiken eingeflossen. Er selbst hat für die Arbeitslehre umfangreiche Studien veröffentlicht und zur Einführung dieses Faches beigetragen. In der Sachunterrichtsdidaktik gilt er als richtungsweisend. Dabei vertrat Klafki an erster Stelle eine allgemeindidaktische Orientierung an einem umfassenden Bildungsbegriff und ging nicht vom tradierten Wissensbestand der jeweiligen Bezugsfachdisziplin aus. Für ihn stand immer die Bildung des Menschen und seine Selbst- und Mitbestimmung im Mittelpunkt. In seinem Hauptvortrag bei der Gründung der „Gesellschaft für Didaktik des Sachunterrichts (GDSU)“ entwarf er das Konzept eines Sachunterrichts, der nicht als Addition einzelfachlicher Inhalte verstanden wird, sondern als integratives Fach, das an den gesellschaftlichen Problemen, den allgemeinen Bildungsinhalten, insbesondere den Schlüsselproblemen und an deren Zugänglichkeit für Kinder orientiert ist.

### Bildungstheoretische Didaktik
Zur bildungstheoretischen Didaktik gelangte Klafki, nachdem er sich seit den 1950er Jahren mit dem traditionellen Widerspruch zwischen materialen (Bildungsinhalte, die so wichtig sind, dass Schüler sie lernen müssen) und formalen (Verhalten und Handlungsformen, die für Schüler wichtig sind) Bildungskonzepten historisch-systematisch auseinandergesetzt hatte. Er versuchte, beide Theorien durch die kategoriale Bildung miteinander zu verbinden.

#### Kategoriale Bildung
Klafki untersuchte in seiner Dissertation die Diskursgeschichte didaktischen Denkens; dabei unterschied er zwischen materialer und formaler Bildung als grundsätzlich verschiedenen Herangehensweisen an didaktische Entscheidungen. Er analysierte diese sehr akribisch und zeigte auf, in welchen Dimensionen welcher Ansatz produktive Momente aufweist. Als Integration dieser beiden Herangehensweisen entwickelte er die kategoriale Bildung, bei der sowohl den formalen wie den materialen Ansprüchen Rechnung getragen wird. Nur wenn einem Bildungsinhalt sowohl ein gegenständlicher Wert als auch ein formaler Bildungsgehalt zukommt, ist seine Wahl nach Klafki gerechtfertigt.
Nicht jeder Bildungsinhalt hat demnach auch Bildungsgehalt. Um herauszufinden, was lehrenswert ist, nennt Klafki folgende drei Auswahlprinzipien:
- das Elementare: einfache und grundlegende Sachverhalte, die über sich hinausweisen
- das Fundamentale: Grunderfahrungen und grundlegende Einsichten bei der Wahrnehmung der Welt
- das Exemplarische: das Typische, der Einzelfall, der für große Bereiche eines Sachgebiets mit gleicher Struktur steht.

#### Fünf didaktische Grundfragen (Didaktische Analyse)
Klafki verlangt vom Lehrer in der Vorbereitung des Unterrichts unter anderem die Beantwortung der Frage, welchen Wert der geplante Unterrichtsinhalt für die Schüler hat. Hierzu hat Klafki fünf Leitlinien definiert:
1. Exemplarische Bedeutung des Inhalts („Was können die Schüler mit dem heute Gelernten anfangen?“): Auf welchen allgemeinen Sachverhalt, welches allgemeine Problem lässt der spezifische Inhalt schließen?
2. Gegenwartsbedeutung des Inhalts für die Lernenden („Was bedeutet es für die Schüler heute?“): Welche Bedeutung hat der betreffende Inhalt im Leben der Schüler, welche Bedeutung soll er – vom pädagogischen Gesichtspunkt aus gesehen – darin haben?
3. Zukunftsbedeutung des Inhalts für die Lernenden („Was wird der Inhalt für die Schüler morgen bedeuten?“): Worin liegt die Bedeutung des Themas für die Zukunft der Schüler?
4. Struktur des Inhalts („Was ist die Struktur meines Inhalts?“): Welches ist die Struktur des (durch Frage 2 und 3 in die spezifisch pädagogische Sicht gerückten) Inhalts?
5. Zugänglichkeit auf Schülerseite bzw. der Darstellbarkeit des Inhalts auf der Lehrerseite („Wie bringe ich es bei, welche Eselsbrücken gibt es?“): Welches sind die besonderen Fälle, Phänomene, Situationen, Versuche, in oder an denen die Struktur des jeweiligen Inhalts den Kindern dieser Bildungsstufen, dieser Klasse interessant, fragwürdig, zugänglich, begreiflich, anschaulich werden kann?

1985 wurde von Klafki selbst noch ein sechster Punkt hinzugefügt: „Erweisbarkeit und Überprüfbarkeit“, und zwar mit der Anmerkung, dass Schülerleistungskontrollen nur eine gesondert zu rechtfertigende Form der Überprüfung darstellten.

### Kritisch-konstruktive Didaktik
Der bildungstheoretische Ansatz Klafkis wurde intensiv diskutiert und stark kritisiert. Die Frage der unterrichtsmethodischen Vorbereitung wird bei ihm kaum thematisiert, Kritiker sprechen daher oft von einer „Feiertagsdidaktik“ (vgl. Berliner Modell). Auch politisch-gesellschaftlich kritisierte ihn die 68er-Studentenbewegung als zu konservativ, bürgerlich orientiert und die herrschenden Verhältnisse stabilisierend. Hinzu kamen sozialwissenschaftliche und didaktische Argumente gegen seinen Ansatz. Diese nahm Klafki in einer Neufassung seiner Didaktik auf (nun mit sieben Fragen), der kritisch-konstruktiven Didaktik. Sie heißt „konstruktiv“, weil sie nicht mehr nur im Rahmen vorgegebener institutioneller und curricularer Bedingungen Vorschläge macht, sondern darüber hinausgehende Möglichkeiten zur Verbesserung von Lehr- und Lernprozessen ermitteln, entwerfen und erproben soll. Sie ist aber keine konstruktivistische Didaktik.

#### Neubestimmung von Allgemeinbildung
In Anknüpfung an Johann Amos Comenius (omnes, omnia, omnino) und die Aufklärung ist Bildung für Klafki Allgemeinbildung in einem dreifachen Sinn:
- für alle: Sie richtet sich an alle und führt zur Forderung nach Chancengleichheit.
- allseitig: Ziel ist eine vielseitige Interessen- und Kompetenzentwicklung. Das erweitert den Lernbegriff,
  - der einerseits kognitives, soziales und emotionales Lernen einschließt und dieses nicht nur ergebnis- und produktorientiert, sondern auch prozessorientiert versteht,
  - der andererseits sich nicht nur auf den klassischen Bildungskanon beschränkt, sondern auch moderne Themen im Interesse von Kindern und Jugendlichen aufgreift. Unterricht soll damit die vergangene und gegenwärtige Kultur weitergeben und die künftige vorwegnehmen.
- durch das Allgemeine: Klafki versteht didaktisch darunter „epochaltypische Schlüsselprobleme unserer kulturellen, gesellschaftlichen, politischen, individuellen Existenz“, die im Unterricht behandelt werden sollen.

Allgemeinbildung wird des Weiteren als selbsttätig erarbeiteter und personal verantworteter Zusammenhang dreier Grundfähigkeiten verstanden:
- Selbstbestimmungsfähigkeit umfasst die eigenen und persönlichen Lebensbeziehungen und Sinndeutungen im zwischenmenschlichen, beruflichen, ethischen und religiösen Bereich.
- Mitbestimmungsfähigkeit: Jeder Einzelne soll die Fähigkeit erwerben, an gesellschaftlich-politischen Verhältnissen zu partizipieren und verantwortlich damit umzugehen.
- Solidaritätsfähigkeit: Der Anspruch auf Selbstbestimmung und Mitbestimmung ist nur dann zu rechtfertigen, wenn der Versuch unternommen wird, für die Rechte jener einzutreten, welche über diese Rechte nicht verfügen.

#### Erreichen von Allgemeinbildung durch epochaltypische Schlüsselprobleme
Um Allgemeinbildung zu erreichen, muss Bildung im Medium des Allgemeinen anhand von epochaltypischen Schlüsselproblemen stattfinden. Zu diesen zählen Frieden, Umwelt, Interkulturalität und Leben in der einen Welt, Technikfolgen, Demokratisierung, Verteilungsgerechtigkeit und gesellschaftlich produzierte Ungleichheit, Gleichberechtigung/Menschenrechte, personale Beziehungen und Glücksfähigkeit. Sie sind nicht vollständig und veränderbar.
Bildung muss vielseitig in allen Grunddimensionen menschlicher Interessen und Fähigkeiten stattfinden. Hierzu zählen unter anderem der lustvolle, verantwortliche Umgang mit dem Körper, kognitive Möglichkeiten, handwerklich-technische Möglichkeiten sowie ästhetische Wahrnehmungs-, Gestaltungs- und Urteilsfähigkeiten.
Mit der Allgemeinbildung werden Einstellungen und Fähigkeiten (Kompetenzen) erreicht, die über einzelne Schlüsselprobleme und Interessens- sowie Fähigkeitsdimensionen hinausreichen, wie Kritikbereitschaft und -fähigkeit einschließlich der Selbstkritik, Argumentationsbereitschaft und -fähigkeit, Empathie, also die Fähigkeit, die Sichtweisen und Perspektiven anderer zu erfassen und adäquat auf diese einzugehen, und Denken in Zusammenhängen oder „vernetzendes Denken“. Klafki entwickelte damit eines der ersten Kompetenzmodelle in der deutschen erziehungswissenschaftlichen Diskussion.

#### Perspektivenschema zur Unterrichtsplanung
Als Leitfaden für die Vorbereitung von Unterricht schlägt Klafki in der Kritisch-konstruktiven Didaktik, analog zu den fünf Didaktischen Grundfragen, einen Katalog von sieben Aspekten vor, den er zum (Vorläufigen) Perspektivenschema zur Unterrichtsplanung zusammenfasst und um eine Bedingungsanalyse ergänzt.
Diese Aspekte stellen Fragedimensionen dar, die nach Wolfgang Klafki im Unterrichtskonzept enthalten bzw. beantwortet sein müssen. Die Beantwortung dieser Fragen jedoch fordert im Vorfeld eine genaue Analyse (Bedingungsanalyse) der Lerngruppe und ihrer individuellen Rahmenbedingungen. Unter anderem müssen die soziokulturellen Ausgangsbedingungen der Lernenden sowie der Lehrenden und mögliche Schwierigkeiten in Betracht gezogen werden.
Dabei stehen die ersten drei Aspekte in wechselseitiger Abhängigkeit zueinander und werden daher zu einem Komplex zusammengefasst, die die Begründungsproblematik (der Lehrinhalte) betrifft. Die Fragen 4 und 5 bilden ebenso einen Komplex und beziehen sich auf die thematische Strukturierung und die Erweisbarkeit. Die Frage 6 bezieht sich auf die Zugänglichkeit und Darstellbarkeit, während die Frage 7 die methodische Strukturierung angeht.
1.–3. Begründungsproblematik
Die Begründungsproblematik bezieht sich auf die Auswahl der für den Unterricht vorgesehenen Lehrinhalte, die an den ersten drei Fragedimensionen (Gegenwartsbedeutung, Zukunftsbedeutung und exemplarische Bedeutung) gemessen werden. Diese bedingen sich alle gegenseitig und können deshalb nicht nach Reihenfolge festgelegt werden.
- 1. Gegenwartsbedeutung: Unter der Gegenwartsbedeutung versteht man, dass bei der Unterrichtsplanung die erfahrenen und praktizierten Sinnbeziehungen der Lernenden aus ihrer Alltagswelt berücksichtigt werden müssen. Die Lerninhalte sollen demnach im Idealfall direkt in Handlungsmöglichkeiten umgewandelt werden können.
- 2. Zukunftsbedeutung: Da Unterricht als Interaktionsprozess verstanden wird, muss die Lehrkraft sich die Frage stellen, welche Bedeutung die Lehrinhalte für die Zukunft der Schüler haben. Durch verschiedene soziale Herkünfte sind die Interessen der Lernenden ohne Zweifel extensiv, weshalb es einer großräumigen Reflexion bzw. gemeinsamen Erörterung (Lehrender und Lernende) aller potentiellen Perspektiven bedarf. So können sinnvolle Ziel-Themen-Zusammenhänge gefunden werden.
- 3. Exemplarische Bedeutung: Ein thematischer Zusammenhang ist nicht lediglich durch die Gegenwarts- und Zukunftsbedeutung zu rechtfertigen, weshalb auch die exemplarische Bedeutung dargelegt werden sollte: Aus dem potentiellen Thema sollten sich allgemeinere Zusammenhänge aufzeigen lassen. Beziehungen, Gesetzmäßigkeiten, Strukturen, Widersprüche und Handlungsmöglichkeiten (z. B. Methoden) sollten ableitbar sein. Eine gedankliche Auseinandersetzung mit einer Lernziel-Hierarchie ist dabei notwendig, um didaktisch systematisch und zielbewusst zu handeln

4.–5. Thematische Strukturierung
Der zweite Komplex befasst sich mit der Strukturierung der Thematik, der Klärung notwendiger und möglicher Teillernziele und der Form der Erweisbarkeit und Überprüfbarkeit des im Lernprozess Angeeigneten.
- 4. Thematische Struktur: Die Frage nach der thematischen Struktur erweitert Klafki um weitere (Teil-)Fragen, nämlich um die Frage der Perspektive der Aufbereitung einer Thematik, ihrer üblichen immanent-methodischen Struktur, ihrer eventuellen Tiefenstruktur, des Kontextes bzw. des Kontextzusammenhanges und der notwendigen Vorkenntnisse.
- 5. Erweisbarkeit: Die Erweisbarkeit setzt sich mit der Überprüfung der Aneignungsprozesse der Lernenden auseinander. Hierbei wird analysiert, an welchen erworbenen Fähigkeiten, welchen Erkenntnissen, Handlungsformen, Leistungen „festgestellt werden kann, ob die angestrebten Lernprozesse bzw. Zwischenschritte als erfolgreich gelten können. Dabei ist die Frage nicht nur an den Lehrer, sondern zugleich an die Schüler gerichtet, da diese zunehmend in die Lage versetzt werden sollen, ihren eigenen Lernprozess unter dem Gesichtspunkt von eingesehener […] Zielsetzung zu beurteilen“.[10]

6. Zugänglichkeit und Darstellbarkeit
Die sechste Grundfrage befasst sich mit den Darstellungsmöglichkeiten der Lehrinhalte. Diese sollten klarerweise der Lehrgruppe didaktisch angepasst sein, um die bestmöglichen Lernerfolge erzielen zu können. Dafür ist es von großer Bedeutung, erneut die Interessen der Lernenden in Betracht zu ziehen. Es handelt sich hierbei also um gegebene Bedingungen des Lehrens und deren eventuelle Veränderung zum Zwecke der Durchführung eines geplanten Unterrichts.
7. Methodische Strukturierung / Strukturierung des Lehr-Lern-Prozesses
Die siebte Grundfrage versucht eine methodische Strukturierung durch die Ermittlungen der vorangegangenen Fragen zu erarbeiten. Das Ziel ist „eine sukzessive Abfolge eines Lehr-Lern-Prozesses“, was hierbei fächerübergreifend zu verstehen ist: Methoden des Lehrens und Lernens müssen hier nicht nur als der jeweiligen Thematik dienende Lernformen und Lehrhilfen, sondern auch in ihrer Funktion als Anreger und Vermittler sozialer Lernprozesse durchdacht und für den gezielten Einsatz im Unterricht geplant werden.
Es geht hierbei also um eine allgemeine Methodisierung der bisher als erfolgreich angesehenen Unterrichtskonzepte, die somit die Grundtypen von Lernprozessen und deren angemessene Lernhilfen darstellen.

## Wirkung
Klafki hat als Bildungsreformer und Wissenschaftler die Bildungspolitik und Theoriebildung nachhaltig beeinflusst. Seine Didaktische Analyse als Kern der Unterrichtsvorbereitung hat viele Lehrergenerationen beeinflusst. Sie wurde seit Ende der 1950er Jahre zur vorherrschenden Richtschnur bei der Ausbildung von Lehramtsanwärtern in den Lehrerseminaren. Bei schematischer Rezeption verflacht sie aber vielfach zu einem oberflächlichen Ritual und büßt ihr kritisches Potenzial ein. Klafkis Konzept zielte auf größere Zusammenhänge wie die Analyse von Bildungsplänen oder den Unterricht eines ganzen Jahres. Sie ist nicht als Leitfaden für die Planung jeder einzelnen Stunde intendiert („und wo kam die Zukunftsbedeutung vor?“) und sollte auch nicht als Modell der Unterrichtsplanung missverstanden werden. Seine wesentliche Leistung ist es, dem didaktischen Denken Kategorien und Kriterien für eine gesellschaftlich verantwortete Praxis bereitzustellen.
Später fokussierte Klafki seine bildungstheoretischen Gedanken auf die zentralen Schlüsselprobleme, an denen die Lernenden exemplarisch die Bildungsinhalte aufnehmen.
Am 1. September 2017 fand in Marburg posthum ein Gedenksymposion für Prof. em. Dr. Dr. h. c. mult. Wolfgang Klafki statt.

## Auszeichnungen
Für seine Leistungen erhielt Wolfgang Klafki zahlreiche Auszeichnungen:
- 1992: Bundesverdienstkreuz 1. Klasse
- 1998: Ehrendoktorwürde der Royal Danish School of Educational Studies in Kopenhagen
- 2002: Ernst-Christian-Trapp-Preis
- 2004: Ehrendoktorate der Universität Osnabrück und der Universität Kassel.
- 2010: mit Hans-Jochen Gamm Comenius-Preis der J. A. Comenius-Stiftung zur Unterstützung Not leidender Kinder[14]
- Ehrenvorsitzender der Deutschen Gesellschaft für Erziehungswissenschaft (bis zu seinem Tod)[15]

## Schriften
Wolfgang Klafki hat weit über 400 Schriften veröffentlicht, die in viele Sprachen übersetzt worden sind.
- Kategoriale Bildung: Konzeption und Praxis reformpädagogischer Schularbeit zwischen 1948 und 1952. Hrsg. und mit einer Einleitung versehen von Christian Ritzi und Heinz Stübig. Klinkhardt, Bad Heilbrunn 2013, ISBN 978-3-7815-1936-7 (Zweite Staatsexamensarbeit, Pädagogische Hochschule Hannover, 1952).[16]
- Das pädagogische Problem des Elementaren und die Theorie der kategorialen Bildung (= Göttinger Studien zur Pädagogik. N. F. Heft 6). Beltz, Weinheim/Berlin 1957 (erw. 1963, erg. 1964), DNB 480765197 (Dissertation Universität Göttingen, Philosophische Fakultät).
- Pestalozzis „Stanser Brief“. Eine Interpretation. Beltz, Weinheim/Bergstr. 1961, DNB 452428408.
- Studien zur Bildungstheorie und Didaktik. Beltz, Weinheim/Bergstr. 1963, DNB 452428467; darin:
  - Erste Studie: Bildung und Erziehung im Spannungsfeld von Vergangenheit, Gegenwart und Zukunft. In: Die Sammlung. 13. Jg. 1958, S. 448–462.
  - Zweite Studie: Kategoriale Bildung. Zur bildungstheoretischen Deutung der modernen Didaktik. In: Zeitschrift für Pädagogik. 5. Jg. 1959, S. 386–412.
  - Dritte Studie: Engagement und Reflexion im Bildungsprozeß. In: Zeitschrift für Pädagogik. 7. Februar 1962, H. 4, S. 345–374.
  - Vierte Studie: Das Problem der Didaktik. Erw. Fassung aus: Hans-Hermann Groothoff, Martin Stallmann: Pädagogisches Lexikon. Kreuz-Verlag, Stuttgart 1961, DNB 453034608.
  - Fünfte Studie: Didaktische Analyse als Kern der Unterrichtsvorbereitung. In: Die deutsche Schule. H. 10, 1958, S. 450–471.
- mit Gerhard Kiel und Johannes Schwerdtfeger: Die Arbeits- und Wirtschaftswelt im Unterricht der Volksschule und des Gymnasiums. Quelle & Meyer, Heidelberg 1964 (erw. 1967), DNB 452428394.
- Arbeitslehre in der Gesamtschule. Beltz, Weinheim/Bergstr. 1968 (erw. 1972), DNB 457213957.
- mit Adalbert Rang und Hermann Röhrs: Integrierte Gesamtschule und Comprehensive School. Westermann, Braunschweig 1970, DNB 457213973.
- Funkkolleg Erziehungswissenschaft. 3 Bände. Weinheim 1971, DNB 456688587.
- Aspekte kritisch-konstruktiver Erziehungswissenschaft. Beltz, Weinheim/Basel 1976, ISBN 3-407-51104-3.
- Probleme einer Neukonzeption der didaktischen Analyse. Pädagogisches Institut der Landeshauptstadt Düsseldorf, 1977, DNB 770642292.
- mit Gunter Otto und Wolfgang Schulz: Didaktik und Praxis. Beltz, Weinheim/Basel 1977, ISBN 3-407-50064-5.
- mit Gabriele Grüber, Ursula Scheffer und Peter Huschke: Das Marburger Grundschulprojekt. Beiträge zur schulnahen Curriculumentwicklung und zur Handlungsforschung. Schroedel, Hannover/Dortmund/Darmstadt/Berlin 1977, ISBN 3-507-00665-0.
- Schulnahe Curriculumentwicklung und Handlungsforschung. Forschungsbericht des Marburger Grundschulprojekts. Beltz, Weinheim/Basel 1982, ISBN 3-407-54111-2.
- Die Pädagogik Theodor Litts. Eine kritische Vergegenwärtigung. Scriptor, Königstein/Ts. 1982, ISBN 3-589-20791-4.
- Neue Studien zur Bildungstheorie und Didaktik. Beiträge zur kritisch-konstruktiven Didaktik. Beltz, Weinheim/Basel 1985, erw. 1991, ISBN 3-407-34056-7; darin:
  - Konturen eines neuen Allgemeinbildungskonzepts. In: Allgemeinbildung – ein vielfältiger Begriff zwischen Anspruch und Realität (Holthausener Manuskripte 1/84). Lingen-Holthausen 1984, S. 7–38.; nur in 1. Auflage 1985 (19 S.).
  - Grundlinien kritisch-konstruktiver Didaktik. Nur und für 1. Auflage 1985 (56 S.).
  - Die Bedeutung der klassischen Bildungstheorien für ein zeitgemäßes Konzept allgemeiner Bildung. In: Zeitschrift für Pädagogik. 32 (1986), S. 455–476; ab 2. Auflage 1991.
  - Grundzüge eines neuen Allgemeinbildungskonzepts. Im Zentrum: Epochaltypische Schlüsselprobleme. Für und ab 2. Auflage 1991 (39 S.).
  - Grundzüge kritisch-konstruktiver Didaktik. Für und ab 2. Auflage 1991 (56 S.).
  - Exemplarisches Lehren und Lernen. In: Unterrichten und Erziehen. 2 (1983), H. 1, S. 6–13; ab 2. Auflage 1991.
  - Thesen zur „Wissenschaftsorientierung“ des Unterrichts. In: Pädagogische Rundschau. 38 (1984), S. 79–87.
  - mit H. Stöcker: Innere Differenzierung des Unterrichts. In: Klafki (1976); S. 141–176.
  - Sinn und Unsinn des Leistungsprinzips in der Erziehung. In: Sinn und Unsinn des Leistungsprinzips. Ein Symposion. München 1974, ISBN 978-3-423-00990-4, S. 73–110.
  - Zur Unterrichtsplanung im Sinne kritisch-konstruktiver Didaktik (= Schule und Wirtschaft. Sonderreihe, H. 9). Hrsg. vom Studienkreis Schule/Wirtschaft Nordrhein-Westfalen. Düsseldorf 1980. (22 S.).
  - Zur Unterrichtsanalyse: Schülermitbestimmung – ein fruchtbarer Ansatz und eine verspielte Chance. Porträtskizze und didaktische Einschätzung einer Unterrichtsstunde und ihres Nachspiels sowie eine Nachbemerkung aus LehrerInnen-Sicht. Für und ab 2. Auflage 1991 (18 S.).
  - Thesen zur inneren Schulreform – am Beispiel der Gesamtschule. Für 1. Auflage 1985 (18 S.).
- als Hrsg.: Verführung, Distanzierung, Ernüchterung. Kindheit und Jugend im Nationalsozialismus. Autobiographisches aus erziehungswissenschaftlicher Sicht. Beltz, Weinheim/Basel 1988, ISBN 3-407-34015-X.
- Erziehung – Humanität – Demokratie. Erziehungswissenschaft und Schule an der Wende zum 21. Jahrhundert. Neun Vorträge [1993 sprachlich geringfügig korrigiertes und bei einzelnen Beiträgen um einige Anmerkungen ergänztes Typoskript der 1991 erstellten Textfassung, die – um eine Einleitung des Herausgebers erweitert – in japanischer Übersetzung veröffentlicht wurde als: Wolfgang Klafki: Erziehung – Humanität – Demokratie. Erziehungswissenschaft und Schule an der Wende zum 21. Jahrhundert. Neun Vorträge. Eingel. und hrsg. von Michio Ogasawara. Tokyo 1992]. Marburg 1998 (uni-marburg.de).
- Allgemeinbildung in der Grundschule und der Bildungsauftrag des Sachunterrichts. In: R. Lauterbach (Hrsg.): Brennpunkte des Sachunterrichts. Kiel 1992, S. 11–31.
- Schlüsselprobleme, epochaltypische. In: Astrid Kaiser (Hrsg.): Lexikon Sachunterricht. Baltmannsweiler 1997.
- Exempel hochqualifizierter Unterrichtskultur. In: Hans Christoph Berg, Theodor Schulze (Hrsg.): Lehrkunstwerkstatt I. Didaktik in Unterrichtexempeln. Luchterhand, Neuwied/Kriftel/Berlin 1997, DNB 949747300, S. 13–35.
- Kritisch-konstruktive Pädagogik. Herkunft und Zukunft. In: Jürgen Eierdanz, Armin Kremer (Hrsg.): Weder erwartet noch gewollt – Kritische Erziehungswissenschaft und Pädagogik in der Bundesrepublik Deutschland zur Zeit des kalten Krieges. Baltmannsweiler 2000, S. 152–178.
- Schultheorie, Schulforschung und Schulentwicklung im politisch-gesellschaftlichen Kontext. Ausgewählte Studien. Beltz, Weinheim/Basel 2002, ISBN 3-407-25268-4.
- mit Johanna-Luise Brockmann: Geisteswissenschaftliche Pädagogik und Nationalsozialismus. Herman Nohl und seine »Göttinger Schule« 1932–1937. Eine individual- und gruppenbiografische, mentalitäts- und theoriegeschichtliche Untersuchung. Beltz, Weinheim/Basel 2002, ISBN 3-407-25250-1.
- Selbstständiges Lernen muss gelernt werden! In: Frauke Stübig (Hrsg.): Selbstständiges Lernen in der Schule. Kassel 2003, S. 19–57.
- mit Hans Christoph Berg: Bildung und Lehrkunst. Gemeinsamer Vortrag auf dem Luzerner Kongress 2003 zur Unterrichtsentwicklung (Nachdruck in der Broschüre Unterrichtsentwicklung – zum Stand der Diskussion [PDF; 1,6 MB]), S. 64–102.
  - Wolfgang Klafki: Allgemeinbildung heute. Sinndimensionen einer gegenwarts- und zukunftsorientierten Bildungskonzeption. 4. Vortrag, S. 64–78.
  - Hans Christoph Berg: Lehrkunst und Unterrichtsentwicklung. Durch kollegiale Lehrkunstwerkstätten zum schuleigenen Lehrstückrepertoire. 5. Vortrag, S. 79–102.
- mit Karl-Heinz Braun: Wege pädagogischen Denkens. Ein autobiografischer und erziehungswissenschaftlicher Dialog. Reinhardt, München/Basel 2007, ISBN 978-3-497-01946-5.